# Tyrique George
Tyrique Aaron Delali Yusuff George (Camden, 4 de fevereiro de 2006) é um futebolista inglês que atua como ponta-esquerda. Atualmente defende o Chelsea.

## Carreira
Nascido em Camden, um dos burgos da região interior da Grande Londres, George chegou às categorias de base do Chelsea em 2014, e treinou com a Unique FA dos 11 aos 14 anos. Em abril de 2023, marcou um gol a 32 metros de distância contra o Crystal Palace durante uma partida da Premier League Sub-18, selecionado para o prêmio de Gol do Mês dos Blues.
Em abril de 2024, foi relacionado pela primeira vez a uma partida do time principal do Chelsea, mas não saiu do banco de reservas na vitória por 6 a 0 sobre o Everton, e em junho do mesmo ano assinou um novo contrato válido até 2027, com opção de renovação por mais um ano
.
A estreia de George como atleta profissional foi no jogo contra o Servette (Suíça), na rodada de play-off da Liga Conferência da UEFA, entrando como substituto de Noni Madueke aos 17 minutos do segundo tempo, Mesmo com a derrota por 2 a 1, o Chelsea obteve a classificação para a fase de liga depois de ter vencido o primeiro jogo por 2 a 0. O primeiro jogo do atacante na Premier League foi contra o Wolverhampton Wanderers, novamente saindo do banco de reservas na vitória por 3 a 1. Em abril de 2025, marcou seu primeiro gol sobre o Legia Varsóvia, pelas quartas-de-final da Liga Conferência - o primeiro na vitória por 3 a 0, e 10 dias depois balançou as redes pela primeira vez na Premier League, na vitória por 2 a 1 sobre o Fulham.

## Carreira internacional
Com origens nigeriana e ganesa, George é convocado para as seleções de base da Inglaterra desde 2021, marcando pela primeira vez pela equipe Sub-19 em setembro de 2024, no empate por 1 a 1 com a Croácia.. Além do English Team, o atacante é elegível também para defender Nigéria ou Gana.

## Estatísticas
| Clube          | Temporada | Liga           | Liga     | Liga | Copa     | Copa | Copa da Liga | Copa da Liga | Europa   | Europa | Outros   | Outros | Total    | Total |
| Clube          | Temporada | Divisão        | Partidas | Gols | Partidas | Gols | Partidas     | Gols         | Partidas | Gols   | Partidas | Gols   | Partidas | Gols  |
| -------------- | --------- | -------------- | -------- | ---- | -------- | ---- | ------------ | ------------ | -------- | ------ | -------- | ------ | -------- | ----- |
| Chelsea Sub-21 | 2023–24   | —              | —        | —    | —        | —    | —            | —            | —        | —      | 3        | 0      | 3        | 0     |
| Chelsea        | 2024–25   | Premier League | 8        | 1    | 2        | 0    | 1            | 0            | 13       | 1      | 0        | 0      | 24       | 2     |
| Total          | Total     | Total          | 8        | 1    | 2        | 0    | 1            | 0            | 13       | 1      | 3        | 0      | 27       | 2     |

1. ↑  Jogos pelo EFL Trophy.
2. ↑  Jogos pela Liga Conferência da UEFA,

## Títulos
Chelsea
- Liga Conferência da UEFA: 2024–25[18]
- Mundial de Clubes FIFA: 2025[19]